# Toquel
Кљауђо Деспо (алб. Klaudjo Dhespo; Тепелена, 6. децембар 1994), познат као Toquel (транскр.  Тоћуељ), албански је репер.

## Биографија
Рођен је 6. децембра 1994. у албанској породици у Тепелени. Његова породица се преселила из родне Албаније у Ираклион, када је имао 11 месеци. Током интервјуа у Грчкој, изјавио је да је доживео дискриминацију због свог албанског порекла. Уметничко име, Toquel, инспирисано је терапеутом из Хање, који му је помогао да се избори са нападима панике.

## Дискографија
Студијски албуми
- (2015)
- 777 (2019)
- (2022)
- 1111 (2023)